# Going Blank Again
Going Blank Again è il secondo album discografico della rock band inglese Ride, pubblicato nel marzo 1992.
L'album è stato prodotto con Alan Moulder ed ha raggiunto la posizione numero 5 della Official Albums Chart. Nell'ottobre 2009 è stato riconosciuto disco d'oro dalla British Phonographic Industry avendo superato le 100 000 copie vendute.

## Tracce
I brani 1,2,5,9,10 sono stati scritti da Mark Gardender, i brani 3,4,6,7,8 da Andy Bell.
Versione originale
1. Leave Them All Behind – 8:17
2. Twisterella – 3:42
3. Not Fazed – 4:24
4. Chrome Waves – 3:53
5. Mouse Trap – 5:14
6. Time of Her Time – 3:16
7. Cool Your Boots – 6:01
8. Making Judy Smile – 2:39
9. Time Machine – 5:54
10. OX4 – 7:03

Bonus tracks
1. Going Blank Again (dall'EP Twisterella, 1992) – 3:21
2. Howard Hughes (dall'EP Twisterella, 1992) – 4:03
3. Stampede (dall'EP Twisterella, 1992) – 4:16
4. Grasshopper (dall'EP Leave Them All Behind, 1992) – 10:56

## Formazione
- Andy Bell - voce, chitarra
- Mark Gardener - chitarra ritmica
- Steve Queralt - basso
- Laurence Colbert - batteria